# يوجا (روسيا)
يوجا، روسيا (بالروسية: Южа) هي إحدى مدن روسيا في الكيان الفدرالي الروسي إيفانوفو أوبلاست.